# Nectarios di Egina
San Nectarios di Egina o Nettario (in greco Nektarios, Άγιος Νεκτάριος Αιγίνης) (Selimbria, 1º ottobre 1846 – Egina, 9 novembre 1920) è stato un vescovo ortodosso greco, metropolita di Pentapolis, è venerato come santo dalla Chiesa ortodossa. Il suo nome di battesimo era Anastasios Kefalas ed è stato un prelato molto popolare, pastore ed educatore.

## Biografia
Nel 1866 si trasferì nell'isola di Chio a prendere una cattedra. Il 7 novembre 1876, divenne monaco nel monastero di Nea Moni, perché era da tempo che avrebbe voluto abbracciare la vita ascetica.
Tre anni dopo fu ordinato diacono, prendendo il nome Nectarios. Si è laureato presso l'Università di Atene nel 1885. Durante i suoi anni di studente dell'Università di Atene, scrisse molti libri, opuscoli, e commentari biblici.
Dopo la laurea si recò ad Alessandria d'Egitto, dove fu ordinato sacerdote; servì la chiesa di San Nicola al Cairo con grande distinzione. In riconoscimento della sua pietà e brillantezza come predicatore, così come la sua capacità amministrativa, nel 1889 fu consacrato vescovo metropolita di Pentapoli (un'antica diocesi in Cirenaica, Libia) da Sofronio, patriarca greco-ortodosso.
Fu vescovo del Cairo per un anno, essendo stato rimosso dal suo incarico da religiosi ai quali non piaceva la sua popolarità con la gente. Tornato in Grecia nel 1891, trascorse diversi anni come un predicatore (1891-1894). Poi fu nominato direttore della Scuola per la formazione dei sacerdoti ad Atene, dove il suo servizio fu esemplare per quindici anni. Sviluppò numerosi corsi di studio, e scrisse numerosi libri, il tutto mentre predicava diffusamente in tutta Atene.
Nel 1904, su richiesta di diverse suore, fondò un monastero per loro sull'isola di Egina. Il monastero fu nominato Monastero della Santissima Trinità. Nectarios ordinò due donne come diaconesse nel 1911.
Nel dicembre del 1908 Nectarios si dimise dal suo incarico di direttore della scuola e si ritirò nel convento della Santissima Trinità a Egina, dove visse il resto della sua vita come un monaco. Continuò a scrivere, a pubblicare confessioni, a predicare e ad ascoltare coloro che venivano da vicino e da lontano a cercare la sua guida spirituale.
Mentre era al monastero, contribuì anche alla costruzione degli edifici del monastero che furono realizzati con i suoi fondi propri. San Nettario è anche l'autore dell'Agni Parthene (in greco: αγνή παρθένε), inno mariano che tanta fortuna ha riscosso in tutte le lingue liturgiche dell'ortodossia mondiale.
Nectarios morì la sera del 9 novembre 1920 a seguito di un ricovero in ospedale per un cancro alla prostata. Il suo corpo fu portato al Convento della Santissima Trinità, dove fu sepolto dal suo migliore amico St. Savvas di Kalymnos, che in seguito dipinse la prima icona di san Nectarios. Ai funerali di san Nectarios partecipò una moltitudine di persone provenienti da tutte le parti della Grecia e dell'Egitto.

## Culto
Molte persone consideravano Nectarios come un santo già durante la sua vita per le sue preghiere, la sua umiltà, la sua purezza e altre virtù, per i suoi scritti, così come per i miracoli che avrebbe operato. Nectarios avrebbe avuto anche il dono della preveggenza.
Le reliquie di Nectarios sono state rimosse dalla tomba il 2 settembre 1953. Il riconoscimento ufficiale di Nectarios come santo da parte del Patriarcato ecumenico di Costantinopoli ha avuto luogo il 20 aprile 1961.
La festa di san Nectarios si celebra ogni anno il 9 novembre.
Migliaia di miracoli sono stati attribuiti alla sua intercessione.
In Italia un pezzo delle reliquie si trova nel Monastero Ortodosso femminile di San Nicola a Milano in via San Gregorio 5.